# До виђења, друже мој, до виђења
До виђења, друже мој, до виђења (рус. До свиданья, друг мой, до свиданья) јесте последње дело руског писца Сергеја Јесењина. Ово дело се сматра као опроштајна порука Сергеја Јесењина и написано је крвљу, 27. децембра 1925. године, дан пре смрти.